# Clavus ebur
Clavus ebur é uma espécie de gastrópode do gênero Clavus, pertencente a família Drilliidae.